# Museum Moderner Kunst Stiftung Ludwig Wien

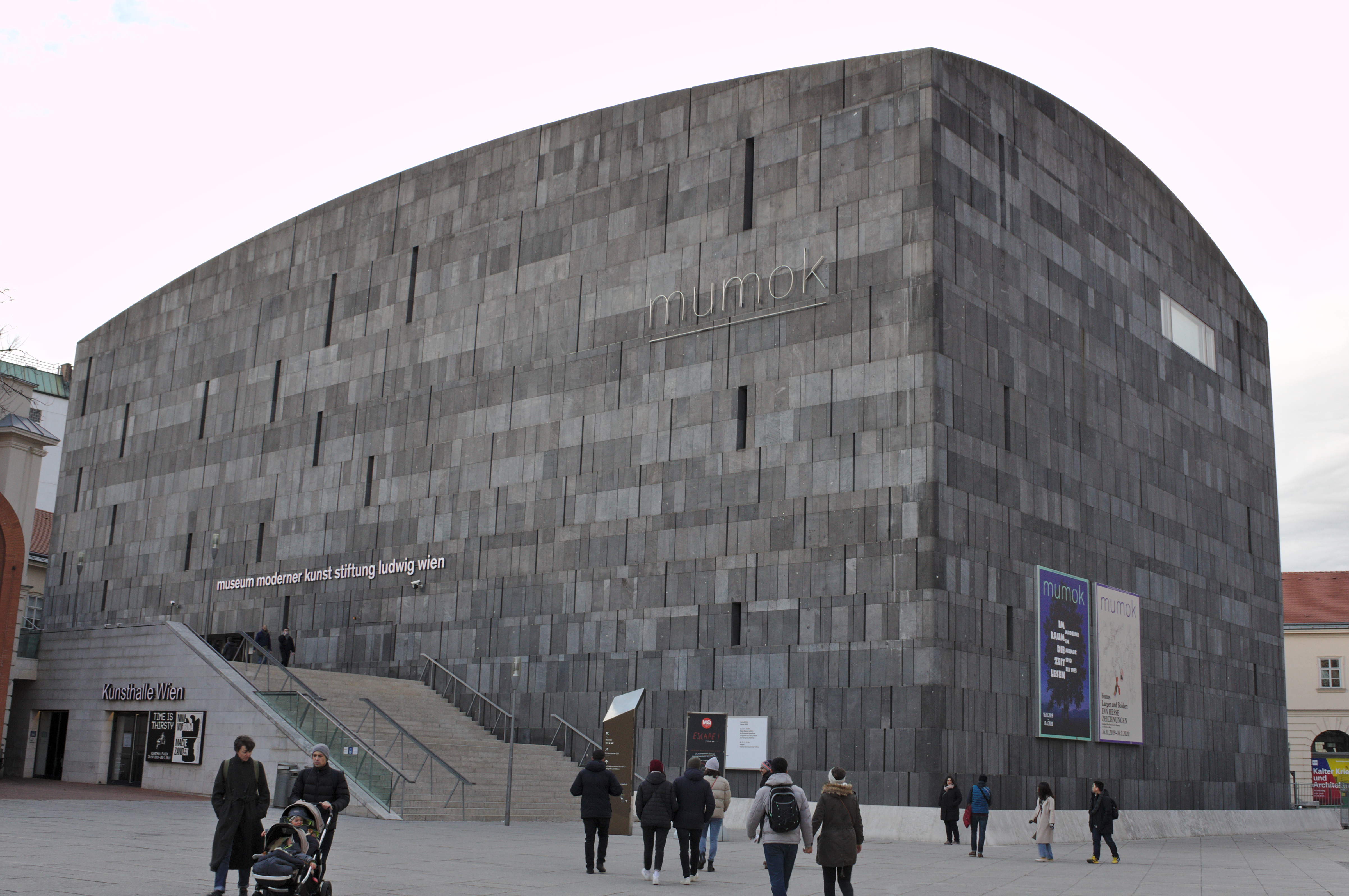
Museum Moderner Kunst Stiftung Ludwig Wien (MUMOK)

Het Museum Moderner Kunst Stiftung Ludwig Wien (MUMOK) is een museum, gelegen in het zogenaamde MuseumsQuartier (MQ) in Wenen. Het museum maakt deel uit van de Ludwigmusea.

## Geschiedenis
Op 20 september 1962 werd het Oostenrijkse paviljoen van de Wereldtentoonstelling van 1958 in Brussel, het zogenaamde 20er Haus, als Museum des 20. Jahrhunderts in de Schweizer Garten in Wenen geopend. Een begin werd gemaakt met het verwerven van een eigen collectie. 
Op 26 april 1979 moest het museum wegens plaatsgebrek een tweede expositieruimte huren: het Palais Liechtenstein. Aanleiding hiertoe was de tentoonstelling voor moderne en hedendaagse kunst, die in 1977 werd georganiseerd met werken van het echtpaar Peter en Irene Ludwig. Nog tijdens de tentoonstelling verklaarde het echtpaar zich bereid een aantal werken in langdurige bruikleen aan het museum te geven, wat onmiddellijk de vraag opwierp waar al deze werken zouden worden ondergebracht.
Met de oprichting van de Oostenrijkse Ludwig-Stiftung in 1981, gingen veel bruiklenen over in de museumcollectie. Het museum heeft thans 230 werken uit de Collectie Ludwig in haar bezit. Sinds 1991 draagt het museum de huidige naam „Museum Moderner Kunst Stiftung Ludwig Wien“. Ook het Palais Liechtenstein is alweer geschiedenis. Hier bevindt zich thans Museum Liechtenstein. Op 15 september 2001 werd het MUMOK heropend in de nieuwbouw (4.800 m²), naar het ontwerp van architectenbureau Ortner & Ortner, in het MuseumsQuartier. 
 In 2006 werd het 25-jarige bestaan van de Oostenrijkse Ludwig-Stiftung gevierd.

## De collectie
Het museum beschikt over een eigen collectie van 7.000 werken, bestaande uit moderne en hedendaagse kunst, van onder anderen:
- Joseph Beuys
- Hanne Darboven
- Jasper Johns
- Roy Lichtenstein
- Robin Page
- Pablo Picasso
- Robert Rauschenberg
- Gerhard Richter
- Gerhard Rühm
- Alfons Schilling
- Wolf Vostell
- Andy Warhol
- Peter Weibel

Het MUMOK beschikt over de documentatie en een groot deel van de werken van het zogenaamde Wiener Aktionismus.